# ۹ دلو
۹ دلو یک ستاره است که در صورت فلکی دلو قرار دارد.